# Гянджинский центральный городской стадион
Гянджинский центральный городской стадион (азерб. Gəncə şəhər mərkəzi stadionu) — главный стадион города Гянджа, а также третий по вместимости стадион в Азербайджане. Является домашней ареной футбольного клуба «Кяпаз», выступающего в премьер-лиге Азербайджана по футболу.

## Общие сведения
Строительство стадиона начато в 1959 году. Стадион был сдан в эксплуатацию в 1964 году.
Гянджинский городской стадион является центральным городским стадионом и вмещает 26 120 зрителей. Стадион является домашней ареной для одного из самых титулованных клубов Азербайджана — ФК «Кяпаз», который трижды в 1995, 1998 и 1999 годах становился чемпионом Азербайджана и четырежды — в 1994, 1997, 1998 и 2000 годах выигрывал Кубок Азербайджана по футболу.
На территории стадиона созданы вспомогательные тренировочные площадки. Построено здание футбольной академии.
Стадион в 2025 году планирует принять III игры стран СНГ.

## Реконструкция
На 2024 год зрительские трибуны стадиона пришли в непригодное состояние. Стадион функционирует частично. Попытки реконструкции и ремонта пришедшего в запустение стадиона предпринимались несколько раз. Однако каждый раз, начатые работы не доводились до конца.
В ноябре 2011 года президент АФФА Ровнаг Абдуллаев заявил, что готовится план реконструкции гянджинского стадиона, по завершении которого, в 2012 году начнутся необходимые работы. Еще одна попытка была предпринята по поручению президента АФФА Ровнага Абдуллаева в 2013 году. По словам генерального секретаря АФФА Эльхана Мамедова, в августе 2013 года должны были быть начаты ремонтные работы, которые предполагалось завершить в кратчайшие сроки. Однако, никаких конкретных шагов так и не было принято.
В 2023 году стадион всё же закрыли на реконструкцию. На апрель 2024 года завершены работы по проектированию стадиона. После реконструкции площадь стадиона составит 10 гектар. Стадион будет построен по стандартам УЕФА 4-й категории. Вместимость стадиона составит 15 464 места. Предусмотрены зоны VVIP, VIP, SKY-box, для представителей медиа и зрителей с ограниченными возможностями здоровья.
Стадион будет оснащен современными системами освещения, акустики, телевещания, интернета.
9 апреля 2024 года начата реконструкция стадиона. Завершение реконструкции планируется на сентябрь 2025 года.

## Адрес
Стадион расположен в Гяндже, по адресу: проспект Ататюрка, AZ2012.